# Mesoplodon europaeus
Il mesoplodonte di Gervais (Mesoplodon europaeus) è un cetaceo odontoceto della famiglia Ziphiidae. È la specie di mesoplodonte che si spiaggia più frequentemente sulle coste del Nordamerica. Si è spiaggiata anche in Sudamerica e in Africa.

## Descrizione fisica
Questa specie, rispetto agli altri mesoplodonti, è piuttosto gracile, allungata e compressa lateralmente. Il profilo della bocca, anche nei maschi, è molto stretto, e i due denti del maschio, ben visibili, spuntano verso la punta del rostro. La testa è ovunque piccola ed ha profilo affusolato. Solo il melone è leggermente sporgente. La colorazione è grigia scura sul dorso e grigia più chiara sul ventre. A volte le femmine hanno macchie più chiare presso i genitali e sulla faccia, con un cerchio scuro attorno agli occhi. I giovani nascono con una colorazione più chiara, ma scuriscono molto presto. I maschi misurano 4,5 metri di lunghezza, le femmine raggiungono i 5,2 metri e probabilmente pesano più di 1200 kg. Si pensa che i piccoli siano lunghi 2,1 metri. Un esemplare spiaggiato aveva 48 anni di età.

## Popolazione e distribuzione
Questo zifide è stato trovato spiaggiato per la prima volta in Inghilterra, ma poi è stato trovato anche in Irlanda, sulle isole Canarie, in Africa occidentale e sull'isola Ascention. Nell'agosto 2001, un esemplare è stato trovato a Sao Paulo, in Brasile, e si trattava del mesoplodonte spiaggiatosi più a sud di tutti gli altri della sua specie. Si crede che la popolazione sia rara per natura, e non sono ancora state fatte delle stime sul suo numero.
È degno di nota il fatto che nonostante questo cetaceo si spiaggi frequentemente, nessun uomo ne abbia mai visto un esemplare vivo.

## Comportamento
A giudicare dagli spiaggiamenti, questo zifide vive in piccoli gruppi. Probabilmente si nutre di calamari.

## Conservazione
Questa specie non è mai stata cacciata e solo di rado è rimasta intrappolata nelle reti da pesca.